# Nam vương Siêu quốc gia 2021
Nam vương Siêu quốc gia 2021 là  cuộc thi Nam vương Siêu quốc gia lần thứ 5 được tổ chức vào ngày 22 tháng 8 năm 2021 tại Nowy Sącz, Ba Lan. Nate Crnkovich đến từ Hoa Kỳ đã trao lại danh hiệu cho người kế nhiệm là Varo Vargas đến từ Perú.

## Kết quả

### Thứ hạng
| Kết quả                   | Thí sinh |
| ------------------------- | --- |
| Mister Supranational 2021 | - Perú – Varo Vargas |
| Á vương 1                 | - Togo – Abdel Kacem Tefridj |
| Á vương 2                 | - Venezuela – William Badell |
| Á vương 3                 | - Nepal – Santosh Upadhyaya |
| Á vương 4                 | - Tây Ban Nha – Lucas Muñoz-Alonso |
| Top 10                    | - Ấn Độ – Rahul Rajasekharan - Cộng hòa Dominica – Ivan Oleaga - Indonesia – Okky Alparessi § - Malta – Raffael Fiedler - México – Gustavo Adolfo Rosas González |
| Top 20                    | - Aruba – Derrel Lampe - Ba Lan – Daniel Borzewski - Colombia – Manuel Molano - Haiti – Theodore Bien-Aime - Hy Lạp – Spyros Nikolaidis - Pháp – Fabien Mounoussamy - Philippines – John Adajar - Séc – David Kremen - Puerto Rico – Francisco Vergara - Slovakia – Marek Jastráb |

- § Thí sinh chiến thắng giải thưởng Mister Fan Vote.

### Thứ tự công bố
| 1. Aruba 2. México 3. Philippines 4. Togo 5. Perú 6. Slovakia 7. Venezuela 8. Nepal 9. Cộng hòa Dominica 10. Colombia 11. Tây Ban Nha 12. Indonesia 13. Malta 14. Haiti 15. Hy Lạp 16. Ấn Độ 17. Pháp 18. Séc 19. Ba Lan 20. Puerto Rico | 1. Nepal 2. Tây Ban Nha 3. Togo 4. Malta 5. Ấn Độ 6. Cộng hòa Dominica 7. México 8. Venezuela 9. Perú 10. Indonesia | 1. Venezuela 2. Tây Ban Nha 3. Nepal 4. Togo 5. Perú |

### Nam vương Châu lục
| Danh hiệu                                       | Thí sinh                           |
| ----------------------------------------------- | ---------------------------------- |
| Nam vương Siêu quốc gia châu Phi                | - Sierra Leone – Abu Bakarr Bakish |
| Nam vương Siêu quốc gia châu Mỹ                 | - México – Gustavo Rosas           |
| Nam vương Siêu quốc gia châu Á - châu Đại Dương | - Ấn Độ – Rahul Rajasekharan       |
| Nam vương Siêu quốc gia vùng Caribe             | - Cộng hòa Dominica – Ivan Oleaga  |
| Nam vương Siêu quốc gia châu Âu                 | - Malta – Raffael Fiedler          |

### Giải thưởng đặc biệt
| Giải thưởng                               | Thí sinh                     |
| ----------------------------------------- | ---------------------------- |
| Mister Hotel Beskid                       | - Indonesia – Okky Alparessi |
| Mister Gold Spa                           | - Malta – Raffael Fiedler    |
| Mister Talent (Nam vương Tài năng)        | - Nepal – Santosh Upadhyaya  |
| Mister Friendship (Nam vương Thân thiện)  | - Hàn Quốc – Cho Young-Dong  |
| Mister Fitness (Nam vương Thể thao)       | - Hoa Kỳ – Felix Martin      |
| Mister Personality (Nam vương Phong cách) | - Aruba – Derrel Lampe       |
| Mister Photogenic (Nam vương Ảnh)         | - Venezuela – William Badell |

## Các thử thách

### Supra Chat

#### Vòng 1
- Tiến vào Vòng cuối

| Nhóm | Quốc gia 1 | Quốc gia 2 | Quốc gia 3        | Quốc gia 4 | Quốc gia 5  | Quốc gia 6 | Quốc gia 7  | Quốc gia 8   |
| ---- | ---------- | ---------- | ----------------- | ---------- | ----------- | ---------- | ----------- | ------------ |
| 1    | Malaysia   | Nepal      | Philippines       | Ba Lan     | Singapore   | Togo       | Thái Lan    | —            |
| 2    | Brasil     | Colombia   | Cộng hòa Dominica | Ecuador    | México      | Panamá     | Puerto Rico | —            |
| 3    | Ấn Độ      | Hàn Quốc   | Hà Lan            | Slovakia   | Nam Phi     | —          | —           | —            |
| 4    | Aruba      | Pháp       | Haiti             | Indonesia  | Malta       | Maroc      | România     | Sierra Leone |
| 5    | Séc        | Hy Lạp     | Bắc Macedonia     | Perú       | Tây Ban Nha | Hoa Kỳ     | Venezuela   | —            |

Thí sinh đến từ  Bỉ –  Jean Atekha chỉ được bầu chọn sau khi kết thúc vòng 1 của Supra Chat

#### Vòng cuối
Thí sinh chiến thắng Supra Chat sẽ được tiến thẳng vào Top 20: 
| Kết quả     | Thí sinh |
| ----------- | --- |
| Chiến thắng | - Ấn Độ – Rahul Rajasekharan |
| Top 5       | - Brasil - João Henrique Lemes - Indonesia – Okky Alparessi - Singapore - Sauffi Gonzales - Venezuela – William Manuel Badell López |

### Supra Influencer(Nam vương Có sức ảnh hưởng)
| Thử thách            | Thí sinh |
| -------------------- | --- |
| Thử thách 1 (Top 10) | - Brasil – João Henrique Lemes - Pháp – Fabien Mounoussamy - Ấn Độ – Rahul Rajasekharan - Indonesia – Okky Alparessi - Malta – Raffael Fiedler - Nepal – Santosh Upadhyaya - Perú – Varo Vargas - Philippines – John Adajar - Sierra Leone – Abu Bakarr Bakish Tarawalie - Nam Phi – Akshar Birbal                  |
| Thử thách 2 (Top 10) | - Brasil – João Henrique Lemes - Ấn Độ – Rahul Rajasekharan - Indonesia – Okky Alparessi - Hàn Quốc – Cho Young-Dong - Maroc – Walid Chakir - Nepal – Santosh Upadhyaya - Philippines – John Adajar - Ba Lan – Daniel Borzewski - Singapore – Sauffi Gonzales - Hoa Kỳ – Felix Martin                               |
| Thử thách 3 (Top 11) | - Séc – David Kremen - Ấn Độ – Rahul Rajasekharan - Hàn Quốc – Cho Young-Dong - Malta – Raffael Fiedler - Nepal – Santosh Upadhyaya - Bắc Macedonia – Denis Aljush - Philippines – John Adajar - Romania – Geany Daniel Zamfir - Singapore – Sauffi Gonzales - Slovakia – Marek Jastráb - Thái Lan – Nipun Kaewruan |
| Thử thách 4 (Top 10) | - Brasil - João Henrique Lemes - Colombia - Manuel Molano - Ấn Độ - Rahul Rajasekharan - Indonesia - Okky Alparessi - Nepal - Santosh Upadhyaya - Ba Lan - Daniel Borzewski - România - Geany Daniel Zamfir - Singapore - Sauffi Gonzales - Togo - Abdel Kacem Tefridj - Hoa Kỳ - Felix Martin                      |
| Thử thách 5 (Top 10) | - Brasil - João Henrique Lemes - Pháp – Fabien Mounoussamy - Ấn Độ – Rahul Rajasekharan - Indonesia – Okky Alparessi - Hàn Quốc – Cho Young-Dong - Nepal – Santosh Upadhyaya - Bắc Macedonia – Denis Aljush - Ba Lan – Daniel Borzewski - Slovakia – Marek Jastráb - Thái Lan – Nipun Kaewruan                      |

#### Vòng cuối
Thí sinh chiến thắng Supra Influencer sẽ tiến thẳng vào Top 20: 
| Kết quả     | Thí sinh |
| ----------- | --- |
| Chiến thắng | - Nepal - Santosh Upadhyaya |
| Top 10      | - Brasil - João Henrique Lemes - Pháp - Fabien Mounoussamy - Ấn Độ - Rahul Rajasekharan - Indonesia - Okky Alparessi - Hàn Quốc - Cho Young-Dong - Philippines - John Adajar - Ba Lan - Daniel Borzewski - Singapore - Sauffi Gonzales - Thái Lan - Nipun Kaewruan |

### Top Model
Thí sinh chiến thắng thử thách Top Model sẽ tiến thẳng vào Top 20
| Kết quả     | Thí sinh |
| ----------- | --- |
| Chiến thắng | - Togo – Abdel Kacem Tefridj |
| Á vương 1   | - Colombia – Manuel Molano |
| Á vương 2   | - Malta – Raffael Fiedler |
| Top 11      | - Bỉ – Jean Atekha - México – Gustavo Adolfo Rosas González - Maroc – Walid Chakir - Perú – Varo Vargas - Sierra Leone – Abu Bakarr Bakish Tarawalie - Slovakia – Marek Jastráb - Tây Ban Nha – Lucas Muñoz Alonso de Haro - Venezuela – William Manuel Badell López |

### Supra Fan Vote
Thí sinh chiến thắng giải thưởng Supra Fan Vote sẽ tiến thẳng vào Top 10 
| Kết quả     | Quốc gia |
| ----------- | --- |
| Chiến thắng | - Indonesia – Okky Alparessi |
| Top 10      | - Brasil – João Henrique Lemes - Ecuador – Mario Iglesias - Pháp – Fabien Mounoussamy - Ấn Độ – Rahul Rajasekharan - Nepal – Santosh Upadhyaya - Perú – Varo Vargas - Philippines – John Adajar - Nam Phi – Akshar Birbal - Thái Lan – Nipun Kaewruan |

### Mister Talent
| Kết quả     | Quốc gia |
| ----------- | --- |
| Chiến thắng | - Nepal – Santosh Upadhyaya                                                                                    |
| Top 5       | - Perú – Varo Vargas - Ba Lan – Daniel Borzewski - Puerto Rico – Francisco Vergara - Thái Lan – Nipun Kaewruan |

## Thí sinh tham gia
34 thí sinh dự thi. 
| Quốc gia/Vùng lãnh thổ | Thí sinh                      | Tuổi | Quê quán         | T.k.          |
| ---------------------- | ----------------------------- | ---- | ---------------- | ------------- |
| Aruba                  | Derrel Lampe                  | 29   | Santa Cruz       | [ 2 ] [ 3 ]   |
| Ấn Độ                  | Rahul Rajasekharan            | 32   | Kerala           | [ 4 ] [ 5 ]   |
| Ba Lan                 | Daniel Borzewski              | 25   | Nowe Radzikowo   |               |
| Bắc Macedonia          | Denis Aljush                  | 31   | Skopje           |               |
| Bỉ                     | Jean Atekha                   | 27   | Aalst            | [ 6 ]         |
| Brasil                 | João Henrique Lemes           | 22   | Santiago         | [ 7 ] [ 8 ]   |
| Colombia               | Manuel Molano                 | 29   | Bogotá           |               |
| Cộng hòa Dominica      | Ivan Oleaga                   | 30   | Santo Domingo    | [ 9 ] [ 10 ]  |
| Ecuador                | Mario Iglesias                | 30   | Portoviejo       | [ 11 ] [ 12 ] |
| Haiti                  | Theodore Bien-Aime            | 28   | Port-au-Prince   | [ 13 ] [ 14 ] |
| Hà Lan                 | Sebastian Martinez            | 25   | Zaandam          | [ 15 ] [ 16 ] |
| Hàn Quốc               | Cho Young-Dong                | 29   | Seoul            | [ 17 ]        |
| Hoa Kỳ                 | Felix Martin                  | 32   | Hollywood        | [ 18 ]        |
| Hy Lạp                 | Spyros Nikolaidis             | 27   | Thessaloniki     | [ 19 ] [ 20 ] |
| Indonesia              | Okky Alparessi                | 28   | Binjai           | [ 21 ] [ 22 ] |
| Malta                  | Raffael Fiedler               | 29   | Marsaskala       | [ 23 ]        |
| Maroc                  | Walid Chakir                  | 26   | Casablanca       | [ 24 ]        |
| México                 | Gustavo Adolfo Rosas González | 29   | Sinaloa          | [ 25 ]        |
| Nam Phi                | Akshar Birbal                 | 25   | Durban           | [ 26 ]        |
| Nepal                  | Santosh Upadhyaya             | 30   | Lalitpur         | [ 27 ] [ 28 ] |
| Panama                 | Luis Baloyes                  | 22   | La Arena         |               |
| Perú                   | Varo Vargas                   | 31   | Lima             | [ 29 ] [ 30 ] |
| Pháp                   | Fabien Mounoussamy            | 25   | Réunion          | [ 31 ]        |
| Philippines            | John Adajar                   | 30   | Laguna           | [ 32 ]        |
| Puerto Rico            | Francisco Vergara             | 29   | San Juan         | [ 33 ]        |
| România                | Geany Daniel Zamfir           | 28   | Brașov           | [ 34 ]        |
| Séc                    | David Kremen                  | 30   | Miroslav         | [ 35 ] [ 36 ] |
| Sierra Leone           | Abu Bakarr Bakish Tarawalie   | 28   | Bombali District | [ 37 ]        |
| Singapore              | Sauffi Gonzales               | 27   |                  | [ 38 ]        |
| Slovakia               | Marek Jastráb                 | 28   | Myjava           | [ 39 ] [ 40 ] |
| Tây Ban Nha            | Lucas Muñoz Alonso de Haro    | 28   | Ciudad Real      | [ 41 ] [ 42 ] |
| Thái Lan               | Nipun Kaewruan                | 19   | Băng Cốc         | [ 43 ]        |
| Togo                   | Abdel Kacem Tefridj           | 25   | Lomé             | [ 44 ]        |
| Venezuela              | William Manuel Badell López   | 25   | Maracaibo        | [ 45 ]        |

### Dự thi quốc tế khác
Best Model of the World
- 2018:  Bỉ — Jean Atekha

Men Universe Model
- 2017:  Colombia — Manuel Molano (Top 15)
- 2019:  Panama — Luis Baloyes (Top 15)

Mister International
- 2016:  Puerto Rico — Francisco Vergara
- 2017:  Colombia — Manuel Molano (Á vương 1)

Mister Ocean
- 2017:  România — Geany Daniel Zamfir (Á vương 3)

Mister Tourism World
- 2019:  Maroc — Walid Chakir (đại diện  Pháp)

## Chú ý

### Lần đầu
- Aruba
- Hy Lạp
- Haiti
- Maroc
- Nepal
- Bắc Macedonia
- Sierra Leone
- Singapore

### Trở lại
Lần tham gia cuối cùng vào năm 2016:
- Bỉ

Lần tham gia cuối cùng vào năm 2018:
- Panama
- Togo

### Chỉ định
- Aruba – Derrel Lampe là người lọt Top 12 chung kết Tìm kiếm ngôi sao Mister Supra, anh được chỉ định là đại diện cho Aruba.
- Haiti – Réginal Théodore Bien-aime & 
   Nepal – Santosh Upadhyaya là Á quân và quán quân đầu tiên của Tìm kiếm ngôi sao Mistet Supra 2020.
- Ấn Độ – Rahul Rajasekharan Nair được chỉ định làm Nam vương Siêu quốc gia Ấn Độ 2021 thông qua tuyển chọn trực tuyến vì cuộc thi bị hủy do đại dịch Covid-19.
- Hàn Quốc – Youngdong Cho, Á vương 2 Nam vương Quốc tế Hàn Quốc 2020, được Tổ chức Nam vương Quốc tế Hàn Quốc chỉ định là Nam vương Siêu quốc gia Hàn Quốc 2021.
- Bắc Macedonia – Denis Aljush là Á quân 2 cuộc thi Mister Supra Star Search 2020, anh được chỉ định là đại diện cho Bắc Macedonia.

### Thay thế
- Brasil – João Henrique Lemes thay thế William Gama, người đã bỏ cuộc vì lí do cá nhân.
- Colombia – Manuel Molano thay thế David Arena Eljach.
- Togo – Abdel Kacem Tefridj thay thế Komivi Visionnaire, người được cho là chuẩn bị cho một cuộc thi khác.

### Không tham gia
- Lào – Phimmasone Singsavanh xác nhận không tham dự Nam vương Siêu quốc gia 2021 do Đại dịch Covid-19, khó khăn trong việc xin Visa, anh ấy sẽ tham gia cuộc thi vào năm 2022.
- Malaysia – Wan Mohammad Aiman xác nhận không tham dự Nam vương Siêu quốc gia 2021 do các hạn chế trước tình hình phức tạp của Covid-19 trong vài tuần trước khi nhập cảnh vào Ba Lan.
- Mauritius – Jean-Laurent David xác nhận không tham gia cuộc thi năm nau do bị hoãn visa, anh ấy sẽ tham gia cuộc thi vào năm 2022.
- Suriname – Glaucio Stekkel xác nhận không tham dự Nam vương Siêu quốc gia 2021.

### Bỏ cuộc
- Algérie
- Canada
- Chile
- Ethiopia
- Guinea Xích Đạo
- Jamaica
- Nhật Bản
- Kenya
- Moldova
- Montenegro
- Nouvelle-Calédonie
- Anh Quốc
- Thụy Sĩ
- Suriname
- Việt Nam